# Jacob Burns
Jacob Geoffrey Burns (Sydney, 21 aprile 1978) è un ex calciatore australiano, di ruolo centrocampista.